# Katarzyna Żakowicz
Katarzyna Żakowicz (ur. 12 lutego 1975 w Mońkach) – polska lekkoatletka (miotaczka), pierwsza rekordzistka Polski w rzucie młotem. Wielokrotna medalistka i mistrzyni Polski, olimpijka z Sydney (2000).

## Kariera sportowa
Specjalizowała się w pchnięciu kulą oraz w rzucie dyskiem. Była także pierwszą rekordzistką kraju w rzucie młotem – 37,70 m (rekordowy wynik uzyskała 20 sierpnia 1994 w Białymstoku). Zawodniczka Podlasia Białystok (1993-1997) i AZS-AWF Wrocław (1998-2001).  
Międzynarodowe sukcesy osiągała w pchnięciu kulą: podczas młodzieżowych mistrzostw Europy w Turku (1997) zajęła – 5. miejsce (17,45). Tę samą lokatę wywalczyła podczas mistrzostw Europy w Budapeszcie (1998), osiągając w finale 18.77. W halowych mistrzostwach świata w 2001 w Lizbonie zajęła 6. miejsce (18.59). Podczas letniej uniwersjady w 2001 roku w Pekinie zdobyła brązowy medal w pchnięciu kulą. 
Na mistrzostwach Polski seniorów na otwartym stadionie zdobyła osiem medali, w tym złoty (1995), pięć srebrne i dwa brązowe. Odniosła również wiele sukcesów podczas halowych mistrzostw Polski w pchnięciu kulą: 2-krotna mistrzyni kraju (1995, 2001) oraz 4-krotna srebrna medalistka.
Wielokrotna medalistka i mistrzyni młodzieżowych mistrzostw Polski w pchnięciu kulą i rzucie dyskiem  w latach 1993-1997 (zdobyła: 4 złote i 1 srebrny medal).

## Życie prywatne
Absolwentka Technikum Ogrodniczego w Białymstoku. Partnerka życiowa Ryszarda Idziaka (byłego dyskobola Zawiszy Bydgoszcz). Mieszka w Bochum w Niemczech. 

## Rekordy życiowe
| Konkurencja              | Data i miejsce                   | Wynik |
| ------------------------ | -------------------------------- | ----- |
| pchnięcie kulą (stadion) | 15 lipca 2000, Bydgoszcz         | 19,28 |
| pchnięcie kulą (hala)    | 10 marca 2001, Lizbona           | 18,59 |
| rzut dyskiem             | 1 sierpnia 1998, Kielce          | 58,18 |
| rzut młotem              | 11 sierpnia 1995, Biała Podlaska | 41,72 |